# Elsinoë lovoae
Elsinoë lovoae är en svampart som beskrevs av Bitanc. & Jenkins 1946. Elsinoë lovoae ingår i släktet Elsinoë och familjen Elsinoaceae.   Inga underarter finns listade i Catalogue of Life.